# Nowe Kiejkuty (przystanek kolejowy)
Nowe Kiejkuty – zamknięty w 1992 roku przystanek osobowy w Nowych Kiejkutach na linii kolejowej nr 262, w gminie Dźwierzuty, w województwie warmińsko-mazurskim, w Polsce.